# Шпановица
Шпановица (до 1991. Ново Село) је насељено место у саставу града Пакраца, у западној Славонији, Република Хрватска.

## Географија
Шпановица се налази источно од Пакраца, на цести према Пожеги.

## Становништво
На попису становништва 2011. године, Шпановица је имала 23 становника.
| Националност       | 1991.        |
| Срби               | 177 (92,67%) |
| Хрвати             | 9 (4,71%)    |
| Југословени        | 3 (1,57%)    |
| остали и непознато | 2 (1,04%)    |
| Укупно             | 191          |